# 191 av. J.-C.
Cette page concerne l'année 191 av. J.-C. du calendrier julien proleptique.

## Événements
- 5 novembre 192 av. J.-C. (15 mars 563 du calendrier romain) : début à Rome du consulat de Manius Acilius Glabrio et Publius Cornelius Scipio Nasica[1].
  - Victoire décisive de Scipion Nasica sur les Boïens, qui cèdent la moitié de leurs territoires à Rome. Pour sauver leur liberté, une partie d'entre eux s’expatrient progressivement sur les rives du Danube[2].
- Février, guerre antiochique : Acilius Glabrio débarque à Apollonie avec 22 000 hommes et marche vers la Thessalie, favorisé par la douceur du climat et les préparatifs du propréteur Marcus Baebius, débarqué à l’automne 192 av. J.-C.[3]

- 9 avril : dédicace du temple de Cybèle et Attis, sur le mont Palatin[4]. Les jeux romains des Ludi Megalenses deviennent annuels.
- Avril : le roi séleucide Antiochos III est défait par les Romains à la bataille des Thermopyles. Il est contraint de se retirer en Asie Mineure[5]. Il pense que les Romains ne le suivront pas, mais Hannibal le détrompe, le prévenant d’avoir à défendre l’Asie contre Rome.
  - La Phocide, la Béotie, Chalcis et l’Eubée se rallient aux Romains mais l’Étolie s’obstine. Après la prise d’Héraclée Trachinienne, des négociations sont ouvertes, mais les conditions romaines sont refusées par la Ligue étolienne et Acilius assiège Naupacte, son principal port sur le golfe de Corinthe ; Philippe V de Macédoine profite de la situation pour s’imposer en Grèce du Nord[3].
- Septembre : la flotte séleucide conduite par Polyxenidas  est battue par la flotte romaine de Livius et celle de Pergame au cap Corycus en Cilicie[6].
- Automne : Lucius Quinctius Flamininus arrive devant Naupacte, et les Étoliens assiégés dans la place font appel à lui en tant que libérateur de la Grèce pour négocier leur reddition auprès d'Acilius Glabrio et l'envoi d'une délégation à Rome. Démétrios, fils de Philippe V de Macédoine retenu comme otage à Rome, est renvoyé par le Sénat romain auprès de son père pour le remercier de son aide dans la guerre[7].

- Les Carthaginois proposent aux Romains de reconstruire une flotte et de payer la totalité du tribut imposé. Rome refuse[8].
- Début du règne de Phriapatios, roi des Parthes (fin en 176 av. J.-C.)[9]. Il profite de la défaite d’Antiochos III contre Rome (189 av. J.-C.) pour s’emparer des territoires situés au sud de la Caspienne.

## Décès
- Artaban Ier, roi des Parthes.